# Serapias godferyi
Serapias godferyi är en orkidéart som beskrevs av Aimée Antoinette Camus. Serapias godferyi ingår i släktet Serapias och familjen orkidéer. Inga underarter finns listade i Catalogue of Life.